# 大阪2児餓死事件
大阪2児餓死事件（おおさかにじがしじけん）とは、2010年7月30日に発生した大阪府大阪市西区のマンションで2児（3歳女児と1歳9か月男児）が母親の育児放棄によって餓死した事件。

## 事件概要
2010年7月30日、「部屋から異臭がする」との通報で駆け付けた警察が2児の遺体を発見。死後50日ほど経っていた。なお遺体が発見されるまで「子供の泣き声がする」と虐待を疑う通報が児童相談所に何度かあったが発覚しなかった。同日に風俗店に勤務していた2児の母親（当時23歳）を死体遺棄容疑で逮捕し、後に殺人容疑で再逮捕した。

## 母親

### 生い立ち
母親は三重県四日市市に生まれた。両親の離婚などで中学生時代は家出を何度も繰り返していた。この頃、母親の父が、高校スポーツの指導者としてニュースの特集に出たことがあり、その当時中学生だった母親に対して、福澤朗が家に帰るよう促したことがある。2006年12月、当時大学生だった男性（その後大学を中途退学し就職する）と結婚。2007年5月、20歳になった直後に第1子の長女を出産。2008年10月に第2子の長男を出産し、2009年5月に離婚した。離婚は借金と自らの不倫が原因だったが、離婚を決める家族会議で「借金はしっかり返す」「家族には甘えません」「しっかり働きます」などの誓約書を書かされ、22歳で幼い2児を抱えるひとり親は養育費もない状態で家族を頼れない状況となり、児童扶養手当も子ども手当も受給しなかった。この母親もまた幼少期に実母からネグレクトを受けていた上、中学生で輪姦による性被害があった経験もあり、解離性障害の傾向もあったという。公的機関に1度子どもを預ける相談をしたが実施には至らなかった。

### 事件発覚まで
母親は離婚後、大阪市西区のマンション（母親の勤務先である風俗店が賃借していた物件、投資用ワンルームマンション）に引っ越したが、子供の世話をしなくなっていた。この時子供を残し、わずかな食料を置き交際相手と過ごすようになり長期間家を空けることもあった。
2010年6月9日頃、居間の扉に粘着テープを張った上に玄関に鍵をかけて2児を自宅に閉じ込めて放置し、同月下旬ごろに餓死させた。7月29日、勤務先の上司から「異臭がする」との連絡を受け、約50日ぶりに帰宅した際に子供の死亡を確認した。死亡を確認した母親は「子供たちほったらかしで地元に帰ったんだ。それから怖くなって帰ってなかったの。今日1か月ぶりに帰ったら、当然の結果だった」と上司にメールを送信するも、その後はそのまま交際相手と遊びに出かけてホテルに宿泊し、翌7月30日に逮捕されるまで過ごしていた。

## 裁判
母親は逮捕後、約5か月間の鑑定留置期間に精神鑑定を受け、刑事責任能力には問題無いとの結果が出たため、大阪地検に殺人罪で起訴された。なお、死体遺棄容疑は不起訴処分となった。
検察側は、母親が最後に家を出た際「冷蔵庫に食事がなかった」「子ども2人の衰弱を目の当たりにしていた」などの点を挙げ、母親に殺意があったとして、無期懲役を求刑した。弁護側は「母親も育児放棄を受けた影響があった」とし子供に対する殺意はなく保護責任者遺棄致死罪にとどまるとした。母親は「子供のことを今でも愛している」と話した。
2012年3月16日、大阪地裁は母親は子供に対する「未必の殺意」があったと認定し、懲役30年の実刑判決を言い渡した。2012年12月5日、大阪高裁も「生命が危険な状況で、放置すれば死亡すると認識できた」として一審判決を支持し、母親側の控訴を棄却した。裁判は最高裁まで争われ、2013年3月25日に懲役30年が確定した。その後、事件のあったマンションでは毎月一度、住人交流会が行われている。

## その他
2013年に同事件を基にした映画『子宮に沈める』が緒方貴臣監督によって制作された。母親を伊澤恵美子が演じた。この映画は数年にわたり不定期で上映された。また、この映画は児童虐待防止全国ネットワークが運営する「オレンジリボン運動」の推薦映画に認定された。
2019年5月には、山田詠美によって同じく同事件を基にした376ページに及ぶ書籍『つみびと』が発行された。
社会起業家の角間惇一郎はインターネット上の掲示板にて、風俗嬢として働き、ホストクラブ通いだった加害者に対する罵詈雑言が多くみられたことに触れている。

## 関連書籍
- 杉山春『ルポ 虐待: 大阪二児置き去り死事件』（ちくま新書）2013年9月4日 ISBN 978-4-480-06735-7[15]
- 山田詠美『つみびと』（中央公論新社）2019年5月22日 ISBN 978-4-12-005192-0[16]
  - 文庫本 2021年9月22日 ISBN 978-4-12-207117-9[17]